# Naas Botha
Pour les articles homonymes, voir Botha.

a Compétitions nationales et continentales officielles uniquement.

b Matchs officiels uniquement.
Naas Botha (Hendrik Egnatius Botha), né le 27 février 1958 à Breyten, est un joueur de rugby à XV sud-africain, évoluant au poste de demi d'ouverture.

## Biographie
Il fait partie des buteurs les plus prolifiques et les plus doués de tous les temps. Il a possédé une compréhension tactique exceptionnelle, qui avec son formidable jeu au pied, lui a permis de diriger les matchs. Il est également connu pour sa grande maîtrise du drop goal. Ces qualités de footballeur (il s'est servi aussi bien du pied gauche que du pied droit) lui ont valu quelques inimitiés et bien des critiques car il a eu tendance à confisquer le ballon et à oublier de le passer à ses partenaires. Sa réticence à aller au contact a été parfois moquée.
Il débute en 1980 sous le maillot des Springboks avec lesquels il rencontre cette année-là les Lions. Il a détenu le record de points marqués par un Sud-Africain jusqu'en 2004. Percy Montgomery l'a alors dépassé, mais ce dernier a disputé beaucoup plus de matches pour y parvenir. Son petit nombre de sélections, 28 tout de même, s'explique par le boycott des autres nations en raison de l'apartheid.
Après le retour des Boks sur la scène internationale, il termine sa carrière à Twickenham contre les Anglais en 1992.
En parallèle, il joue avec la province du Northern Transvaal, dont il sera capitaine à 128 reprises, et gagnera 6 fois la Currie Cup sous ses couleurs ciel et marine. 
Il joue en Italie, à Rovigo pendant cinq saisons. Il y reste jusqu'à la fin du printemps, avant de rentrer jouer avec les Blue Bulls la fin de saison.
Le 22 octobre 1989, il est invité avec les Barbarians français pour jouer contre les Fidji à Bordeaux. Les Baa-Baas s'inclinent 16 à 32.
Il fera également une tentative sans réussite dans le football américain en 1983 en tant que botteur, mais n'est pas retenu par les Dallas Cowboys. Il a cependant remporté le Men's D1 Championship avec les Dallas Harlequins en 1984 en inscrivant 19 points lors de la finale.
Il est le mari de l'athlète Karen Botha.

## Palmarès
- 28 sélections entre  1980 et 1992 dont 9 en tant que capitaine
- 312 points en test matchs
- 2 essais, 50 transformations, 18 drops, 50 pénalités
- 6 Currie Cup 1977, 1978, 1979, 1980, 1981, 1987
- 1 Men's D1 Championship en 1984
- 2 titres de champion d'Italie en 1988, 1990